# Frank Luck
Frank Luck (n. 5 decembrie 1967, Schmalkalden, Republica Democrată Germană, Germania) este un biatlonist ce a reprezentat Republica Democrată Germană și Germania, medaliat olimpic. A participat la 4 ediții ale Jocurilor Olimpice (1988, 1994, 1998, 2002) în care a câștigat două medalii de aur și 3 medalii de argint.